# Período rosa de Picasso
O período rosa de Picasso representa uma época importante na vida e obra do artista espanhol Pablo Picasso e teve um grande impacto nos desenvolvimentos da arte moderna. Tudo começou em 1904, quando Picasso se estabeleceu em Montmartre, no Bateau-Lavoir, entre poetas e escritores boêmios. Após o período azul de Picasso, retratando temas de pobreza, solidão e desespero em tons sombrios de tristeza, o período rosa de Picasso representa temas mais agradáveis de palhaços, arlequins e artistas de carnaval, retratados em tons vívidos alegres de vermelho, laranja, rosa e tons de terra.
Baseado principalmente na intuição e não na observação direta, o período rosa de Picasso marca o início das experiências estilísticas dos artistas com o primitivismo; influenciado pela escultura ibérica pré-romana, pela arte oceânica e africana. Isso levou ao período africano de Picasso em 1907, culminando na proto-cubista Les Demoiselles d'Avignon, considerada uma obra-prima.

## Visão geral
O período rosa durou de 1904 a 1906. Picasso estava feliz em seu relacionamento com Fernande Olivier, que ele conhecera em 1904, e isso foi sugerido como uma das possíveis razões pelas quais ele mudou seu estilo de pintura. Arlequins, artistas de circo e palhaços aparecem com frequência no período das rosas e povoam as pinturas de Picasso em vários estágios ao longo de sua longa carreira. O arlequim, um personagem cômico geralmente representado em roupas estampadas de xadrez, tornou-se um símbolo pessoal de Picasso.

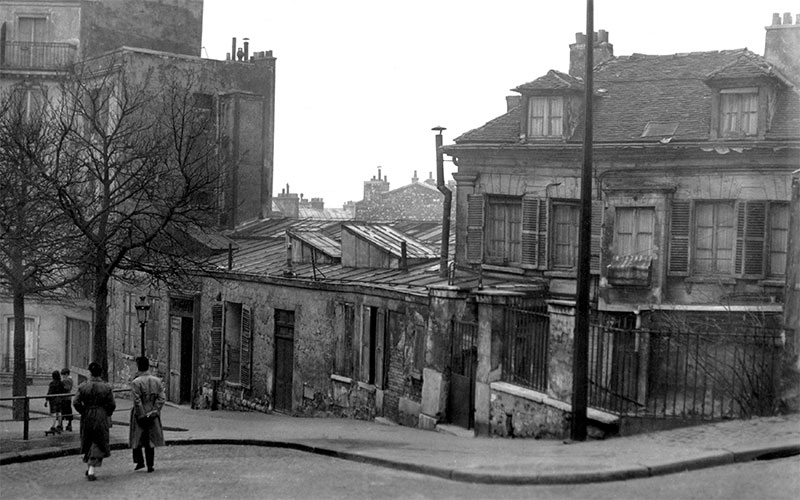
Na época, Picasso morava no Le Bateau-Lavoir (centro) em Montmartre, Paris

O período rosa foi considerado influenciado pelo francês, enquanto o período azul, mais influenciado pelo espanhol, embora ambos os estilos tenham surgido enquanto Picasso morava em Paris. O período azul de Picasso começou no final de 1901, após a morte de seu amigo Carlos Casagemas e o início de um surto de depressão maior. Durou até 1904, quando a condição psicológica de Picasso melhorou. O período rosa foi nomeado devido ao uso intenso de tons de rosa por Picasso em suas obras deste período.
A terceira pintura mais vendida de Picasso, Garçon à la pipe foi pintada durante o período rosa. Outros trabalhos importantes do período rosa incluem: Mulher de Camisa (Madeleine) (1904–05), O Ator (1904–1905), Senhora com um Leque (1905), Dois Jovens (1905), Família de Arlequim (1905) A Família de Arlequim com um Macaco (1905), La famille de saltimbanques (1905), Menino com um Cachorro (1905), Menino nu (1906), Menino conduzindo um cavalo (1905-06) e A menina com uma cabra (1906).